# Koppelow (Adelsgeschlecht)

Wappen derer von Koppelow

Koppelow, auch Coppelau, ist der Name eines mecklenburgischen Uradelsgeschlechts. Die Familie, deren Zweige zum Teil bis heute bestehen, gelangte später auch in Brandenburg und Dänemark zu Besitz und Ansehen.

## Geschichte

### Herkunft
Das Geschlecht wird erstmals am 9. Januar 1320 mit Ericus de Coppelowe erwähnt. Ericus erscheint in der Urkunde als Zeuge der Fürsten Johann II. (Werle) und Johann III. (Werle). Die ununterbrochene Stammreihe der Familie beginnt mit Engelke Koppelowe auf Marnitz, der von 1359 bis 1378 urkundlich genannt wird.
Koppelow, das namensgebende Stammhaus, liegt nördlich des Flusslaufes der Nebel und ist heute ein Ortsteil der Gemeinde Hoppenrade im Süden des Landkreises Rostock in Mecklenburg-Vorpommern. Im Jahre 1417 erscheint die Ortschaft als Kopelow in einer Urkunde, in der Hebungen für die Güstrower Kirche angegeben werden. Während des 16. und 17. Jahrhunderts wechselten mehrmals die Besitzer, zu Beginn des 19. Jahrhunderts gehörte das Gut der Adelsfamilie von Lewetzow.

### Ausbreitung und Persönlichkeiten

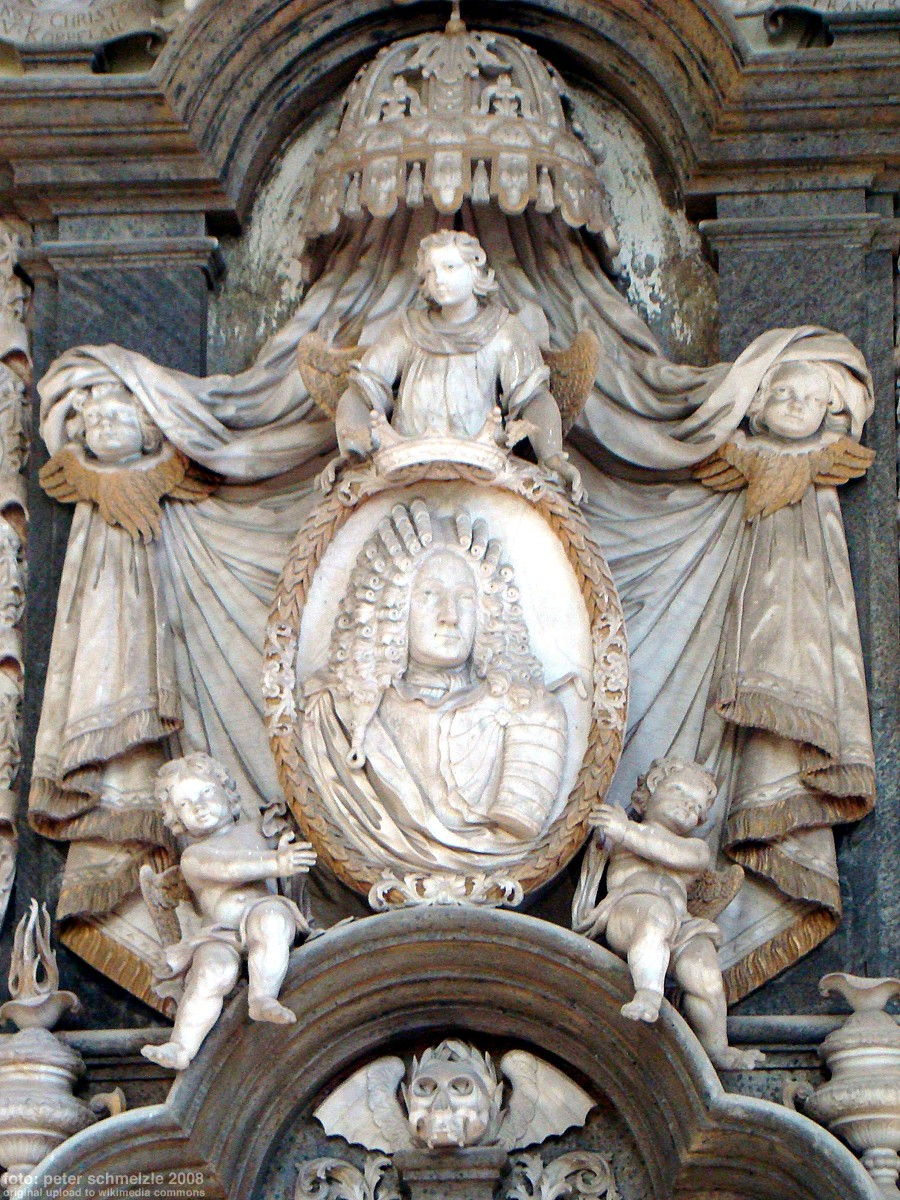
Epitaph für Ernst Christoph von Koppelow (1659–1721), Erbauer von Schloss Ivenack, in der Kirche Ivenack

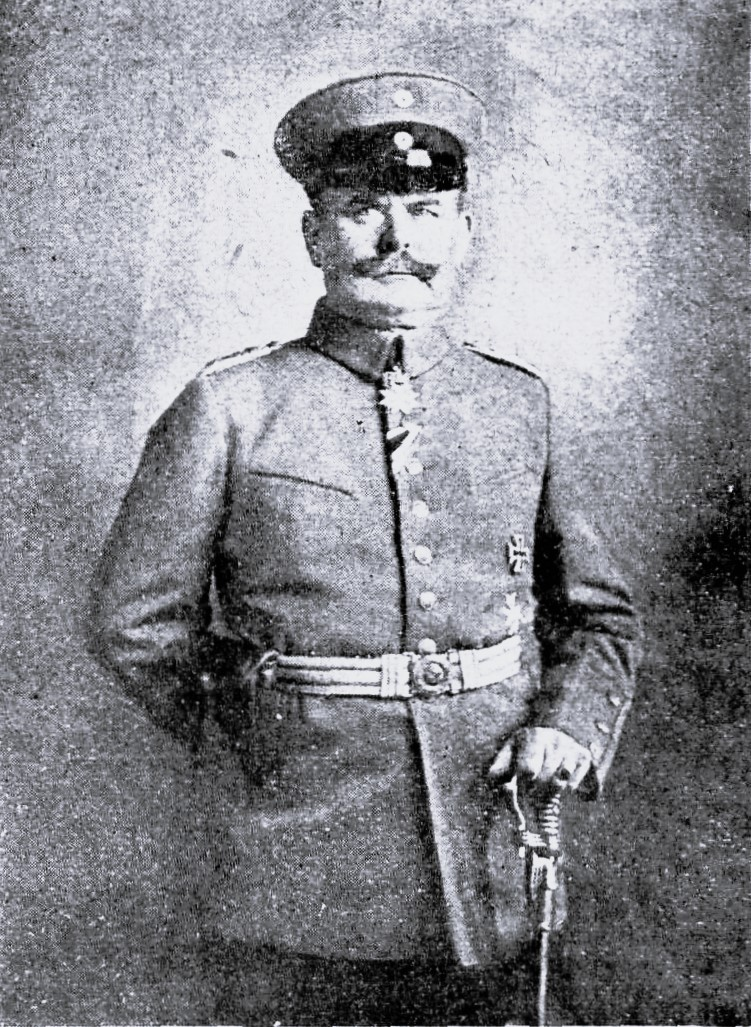
Otto von Koppelow (1863–1942)

Ein Nachkomme des Stammvaters Engelke, ein weiterer Engelke von Koppelow, erscheint 1384 als Knappe auf Mentin (heute ein Ortsteil des Gemeindeteils Suckow von Ruhner Berge). Vincke von Koppelow auf Siggelkow war 1468 Vogt von Marnitz und Neustadt. 1523 gehörten die Herren von Koppelow zu den Mitunterzeichnern der Union der Landstände.
Ernst von Koppelow (1596–1676) auf Möllenbeck und Siggelkow wurde Leibpage und Kammerjunker der Herzogin Anna von Mecklenburg. Er heiratete 1628 Margarethe von Plessen aus dem älteren Haus Steinhausen. Ihr Sohn Adam Reimar von Koppelow (1655–1717) auf Mentin, Möllenbeck, Repzin und Siggelkow war kurfürstlich brandenburgischer Oberstleutnant im Regiment „du Hamel“. Sein Enkel Friedrich Wilhelm von Koppelow (1716–1781), der Sohn von Adam Ernst von Koppelow (1685–1750) und dessen Frau Elisabeth von Vorstern (1689–1752), stand bis 1745 als Hauptmann im Regiment „Bornholm“ in königlich dänischen Diensten. Friedrich Wilhelm war zweimal verheiratet, seit 1747 in erster Ehe mit Julie Katharine Elisabeth von Plessen (1728–1749) und ab 1750 in zweiter Ehe mit Agnes Emilie von Oertzen (1728–1795).
Adam Wilhelm von Koppelow (1756–1823) auf Mentin, ein Sohn aus zweiter Ehe, heiratete 1782 Marie Sophie Charlotte Gans Edle Herrin zu Putlitz (1756–1823). Das Paar hatte 18 Kinder, elf Söhne und sieben Töchter, von denen vier noch vor ihren Eltern starben. Von den Töchtern waren Luise Sophie Franziska (1786–1859) Vorsteherin (Domina) im Kloster Malchow, Friederike Joachime Bernhardine (1801–1881) Konventualin im Kloster Ribnitz und Dorothea Elisabeth von Koppelow (1805–1878) unter Nr. 851 zur Aufnahme in das Kloster Dobbertin eingeschrieben. Im Einschreibebuch des Klosters Dobbertin befinden sich elf Eintragungen von Töchtern der Familie von Koppelow von 1784 bis 1906 aus Möllenbeck, Mentin, Grabow und Schwerin zur Aufnahme in das dortige adelige Damenstift.
Karl Wilhelm Ludwig von Koppelow (1788–1869) zu Mentin, der dritte Sohn von Adam Wilhelm und Marie Sophie Charlotte, wurde großherzoglich mecklenburg-schwerinscher Oberstleutnant und preußischer Premierleutnant. Er diente zuletzt bei der Kavallerie im Pommerschen Korps. Aus seiner 1817 geschlossenen Ehe mit Louise Dorothea Auguste Karoline von Schack (1797–1842) gingen sieben Kinder hervor. Der älteste Sohn Karl Wilhelm Ludwig von Koppelow (1818–1889) war preußischer Hauptmann. Von seinen Brüdern und Schwestern wurden Ernst Friedrich Albrecht (1821–1889) großherzoglich mecklenburg-schweriner Geheimer Justizrat, Ernestine Sophie Karoline (1822–1887) war unter Nr. 1007 zur Aufnahme in das Kloster Dobbertin eingeschrieben, gelangte bis zu ihrem Tode als Expectantin (Anwärterin) bis zur vollen Geldhebung (Rente) und war Oberaufseherin der großherzoglichen Leinenkammer in Schwerin, Paul Magnus (1826–1878) und Hermann Ernst (1828–1876) preußische Oberste und Alexander Christoph Otto (1831–1893) großherzoglich mecklenburg-schwerinscher Drost zu Grevesmühlen.
Ernst Bernhard Christian von Koppelow (1798–1869), ein weiterer Sohn von Adam Wilhelm und Marie Sophie Charlotte, starb als großherzoglich mecklenburg-schweriner Generalmajor außer Dienst. Ernst Bernhard Christian heiratete 1831 Julie Sophie Louise von Pentz (1801–1886). Das Paar hatte drei Töchter und einen Sohn, Gottfried Ludwig Ernst von Koppelow (* 1836). Er stand als Oberstleutnant in preußischen Diensten und war zuletzt Kommandeur des Landwehrbezirkes Meiningen. Aus seiner 1856 geschlossenen Ehe mit Anna Emilie Molly Freiin von Orgies gingen zwei Söhne hervor, die beide Offiziere in der preußischen Armee wurden.

### Besitzungen
Zu den ältesten Lehnsbesitzungen der Koppelows gehörte Siggelkow. Katharine Frau zu Putlitz und Witwe von Joachim Gans Edler Herr zu Putlitz verkaufte am 6. Januar 1468 mit Bewilligung ihres Sohnes, Wedigo Gans von Putlitz Bischof von Havelberg, die […] im Lande Neustadt belegenen drei Wüsten Feldmarken Möllenbeck, Repzin (heute Ortsteil von Karrenzin) und Menzendorf (heute Ortsteil von Möllenbeck), wie sie ihr verstorbener Gemahl einst von Hans Bösel gekauft hatte […] an Vicke von Koppelow.

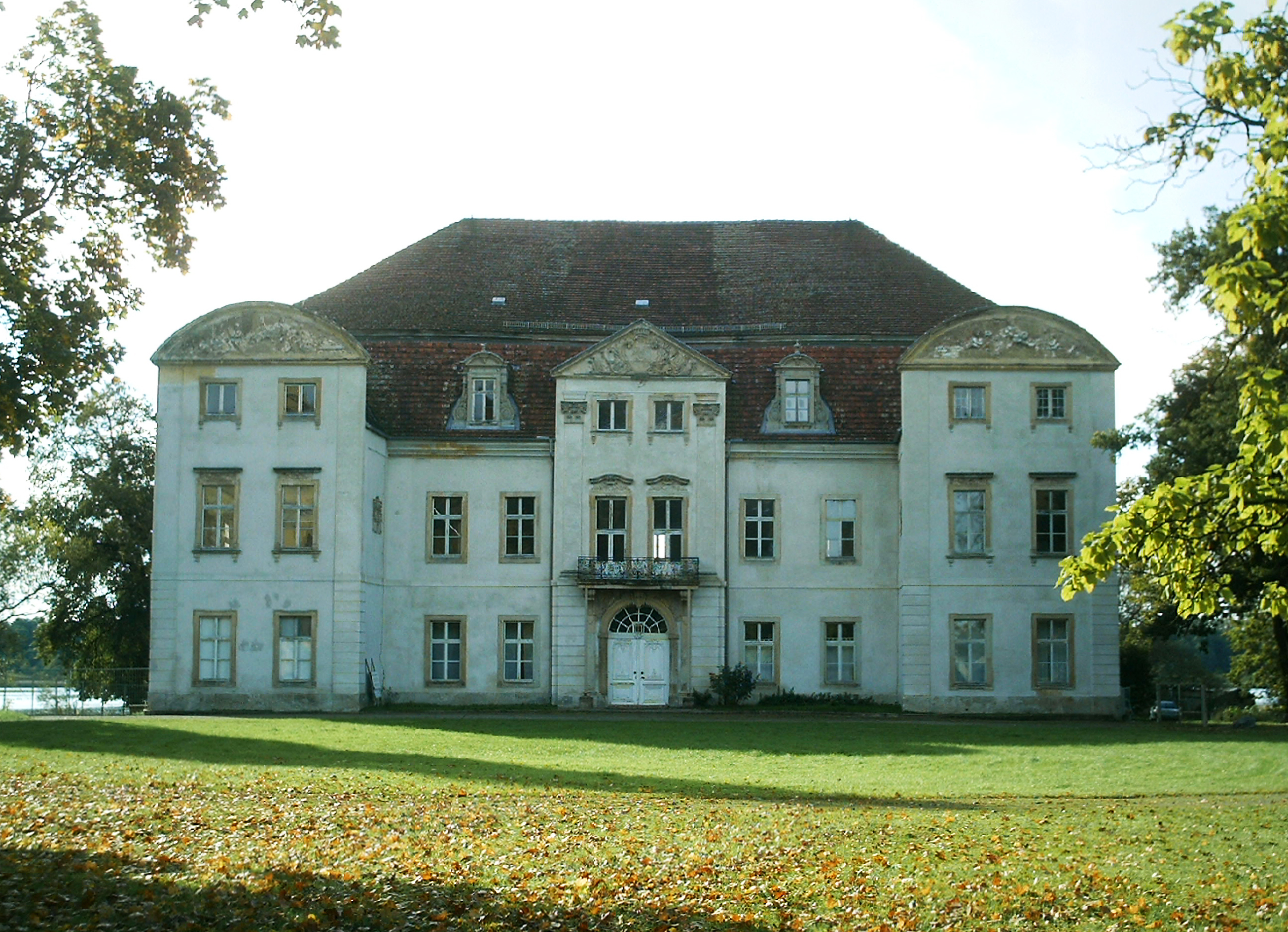
Schloss Ivenack

Am 3. März 1468 belehnte Herzog Heinrich von Mecklenburg den Vicke von Koppelow zu Siggelkow mit den […] in der Vogtei Marnitz belegenen Dorfstätten und Feldmarken Möllenbeck, Repzin und Menzendorf […]. Vicke von Koppelow war von 1458 bis 1468 und wohl noch später herzoglicher Vogt zu Marnitz und Neustadt. Vicke hatte ein wichtiges Amt, da er in jener unruhigen Zeit zwei bedeutende Burgen gegen die Märker zu bewachen hatte. Von dieser Belehnung bis zum Jahre 1822 war die Familie von Koppelow im Besitze des Gutes Möllenbeck mit Repzin gewesen.
1592 erfolgte eine Bestätigung des Besitzes zu Koppelow, Mentin und Möllenbeck sowie 1600 zu Siggelkow. 1718 war die Familie in Mecklenburg zu Ivenack besitzlich. Ernst Christoph von Koppelow (1659–1721) ließ nach 1709 das Schloss Ivenack auf den Grundmauern einer Renaissanceanlage erbauen. Im Königreich Dänemark war Major Jørgen Johan Koppelow Besitzer der kleinen Vindebygård auf Lolland, und Generalmajor Gottfried von Koppelow wurde 1775 in der Haraldsted Kirche begraben. In der Provinz Brandenburg war Mitte des 19. Jahrhunderts Schlaborn (heute Ortsteil von Rheinsberg) im Kreis Ruppin im Besitz bzw. Teilbesitz der Koppelow.

### Familienarchiv
Ein Familienarchiv, das Familienpapiere, genealogische Abhandlungen und Stammtafeln von 1467 bis 1904 umfasst, wird im Landeshauptarchiv Schwerin verwahrt.

## Wappen

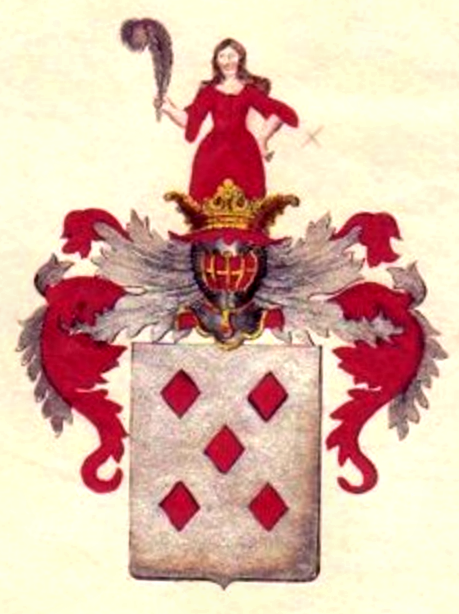
Wappen derer von Koppelow

Das Wappen zeigt in Silber fünf (2.1.2) rote Wecken (Rauten). Auf dem Helm mit rot-silbernen Helmdecken eine wachsende rotgekleidete Jungfrau, die in der Rechten eine schwarze Straußenfeder emporhält.

## Bekannte Familienmitglieder
- Ernst Christoph von Koppelow (1659–1721), Geheimer Rat und Rittergutsbesitzer
- Otto von Koppelow (1863–1942), preußischer Generalleutnant
- Elisabeth von Koppelow (* 30. April 1919 in Schwerin; † 2004 in Oyten) wurde Mutter unter anderem des Rechtswissenschaftlers und säkularen Humanisten Johann-Albrecht Haupt.[9]